# Cuphodes melanostola
Cuphodes melanostola är en fjärilsart som först beskrevs av Edward Meyrick 1918.  Cuphodes melanostola ingår i släktet Cuphodes och familjen styltmalar.
Artens utbredningsområde är Namibia. Inga underarter finns listade i Catalogue of Life.